# Cratere Bunge
Bunge  è un cratere sulla superficie di Marte.